# Hypodaria myeloisiformis
Hypodaria myeloisiformis är en fjärilsart som beskrevs av Hartig 1937. Hypodaria myeloisiformis ingår i släktet Hypodaria och familjen mott. Inga underarter finns listade i Catalogue of Life.